# Бауместер, Франс
Франс Бауместер (нидерл. Frans Bouwmeester; род. 19 мая 1940, Бреда, Северный Брабант) — нидерландский футболист, нападающий.

## Карьера

### Клубная карьера
Во взрослом футболе дебютировал в 1956 году в своём родном городе, где начал выступать за клуб НАК Бреда. Спустя три года перешёл в «Фейеноорд», где играл на протяжении шести сезонов, приняв участие в 139 матчах. Вместе с командой дважды становился чемпионом Нидерландов в 1961 и 1962 годах.
В 1966 году на три сезона вернулся в НАК Бреда, после чего стал игроком бельгийского клуба «Моленбек», за который сыграл всего один матч. Завершил карьеру футболиста в 1971 году в клубе ДФК.

### Карьера в сборной
В 1959 году дебютировал в официальных матчах в составе национальной сборной Нидерландов в игре против сборной ФРГ. Последний матч за сборную провёл в октябре 1968 года в отборочном этапе чемпионата мира против Болгарии.
Всего в составе сборной принял участие в пяти матчах, не забив ни одного гола.

## Личная жизнь
После завершения спортивной карьеры Бауместер работал скаутом в некоторых нидерландских клубах. В 2014 году он перенёс инсульт после пересадки почки.